# Kroatien i olympiska sommarspelen 1992
Kroatien deltog i de olympiska sommarspelen 1992 med en trupp bestående av 39 deltagare, och totalt blev det 3 medaljer.

## Basket
Herrar
Gruppspel
| Nr | Lag       | S | V | O | F | GM  | IM  | MS   | P  |
| -- | --------- | - | - | - | - | --- | --- | ---- | -- |
| 1  | USA       | 5 | 5 | 0 | 0 | 579 | 350 | +229 | 10 |
| 2  | Kroatien  | 5 | 4 | 0 | 1 | 423 | 400 | +23  | 9  |
| 3  | Brasilien | 5 | 2 | 0 | 3 | 420 | 463 | −43  | 7  |
| 4  | Tyskland  | 5 | 2 | 0 | 3 | 369 | 432 | −63  | 7  |
| 5  | Angola    | 5 | 1 | 0 | 4 | 324 | 392 | −68  | 6  |
| 6  | Spanien   | 5 | 1 | 0 | 4 | 398 | 476 | −78  | 6  |

| Hemma \ Borta | Angola | Brasilien | Kroatien | Spanien | Tyskland | USA    |
| Angola        | —      | 66–76     | 64–73    | 83–63   | 63–64    | 48–116 |
| Brasilien     | 76–66  | —         | 76–93    | 100–101 | 85–76    | 83–127 |
| Kroatien      | 73–64  | 93–76     | —        | 88–79   | 99–78    | 70–103 |
| Spanien       | 63–83  | 101–100   | 79–88    | —       | 74–83    | 81–122 |
| Tyskland      | 64–63  | 76–85     | 78–99    | 83–74   | —        | 68–111 |
| USA           | 116–48 | 127–83    | 103–70   | 122–81  | 111–68   | —      |

Slutspel
|  | Kvartsfinaler | Kvartsfinaler |              |     | Semifinaler | Semifinaler |            |            | Final      | Final |
|  | 0             | 0             | 0            | 0   | 0           | 0           | 0          | 0          | 0          | 0     |
|  |               |               | 0            | 0   |             |             | 0          | 0          |            |       |
|  |               |               | 0            | 0   |             |             | 0          | 0          |            |       |
|  | 0 USA         | 0115          | 0            | 0   |             |             | 0          | 0          |            |       |
|  | 0 USA         | 0115          | 0            | 0   |             |             | 0          | 0          |            |       |
|  | 0 Puerto Rico | 077           | 0            | 0   |             |             | 0          | 0          |            |       |
|  | 0 Puerto Rico | 077           | 0            | 0   | 0 USA       | 0127        | 0          | 0          |            |       |
|  |               |               | 0            | 0   | 0 USA       | 0127        | 0          | 0          |            |       |
|  | 0             | 0 Litauen     | 0            | 076 | 0           |             |            | 0          |            |       |
|  | 0             | 0 Litauen     | 0            | 076 | 0           | 0 Litauen   | 0114       | 0          |            |       |
|  | 0             |               |              |     |             | 0 Litauen   | 0114       | 0          |            |       |
|  | 0             | 0 Brasilien   | 096          | 0   |             |             |            | 0          |            |       |
|  | 0             | 0 Brasilien   | 096          | 0   | 0 USA       | 0117        |            | 0          |            |       |
|  | 0             |               |              | 0   | 0 USA       | 0117        |            | 0          |            |       |
|  | 0             | 0             | 0 Kroatien   | 0   | 085         |             |            |            |            |       |
|  | 0             | 0             | 0 Kroatien   | 0   | 085         | 0 OSS       | 083        |            |            |       |
|  | 0             | 0             |              |     |             |             | 083        |            |            |       |
|  | 0             | 0             | 0 Tyskland   | 076 | 0           |             |            |            |            |       |
|  | 0             | 0             | 0 Tyskland   | 076 | 0           | 0 OSS       | 074        | Bronsmatch | Bronsmatch |       |
|  | 0             | 0             |              |     | 0           | 0 OSS       | 074        | Bronsmatch | Bronsmatch |       |
|  | 0             | 0             | 0 Kroatien   | 075 | 0           | 0           |            |            |            |       |
|  | 0             | 0             | 0 Kroatien   | 075 | 0           | 0           | 0 Kroatien | 098        | 0 OSS      | 078   |
|  | 0             | 0             |              |     | 0           | 0           | 0 Kroatien | 098        | 0 OSS      | 078   |
|  | 0             | 0             | 0 Australien | 065 | 0           | 0           | 0 Litauen  | 082        |            |       |
|  | 0             | 0             | 0 Australien | 065 | 0           | 0           | 0 Litauen  | 082        |            |       |
|  |               |               |              |     |             |             |            |            |            |       |
|  |               |               |              |     |             |             |            |            |            |       |

## Bordtennis
Herrsingel
- Zoran Primorac
  - Gruppspel: Primorac - Nathan (PER) 21:7, 21:8
  - Gruppspel: Primorac - Bulker (USA) 21:16, 21:14
  - Gruppspel: Primorac - Janči (CZE) 21:18, 21:10
  - 1/8 finals: Zoran Primorac - Ki Taek (PRK) 21:19, 21:13, 20:22, 8:21,12:21,
  - 9:e plats

Herrdubbel
- Zoran Primorac & Dragutin Šurbek
  - Gruppspel: Šurbek, Primorac - Choi, Li, (KOR) 21:11, 21:18
  - Gruppspel: Šurbek, Primorac - Lu, Wang, (CHN) 21:16, 9:21, 9:21
  - Gruppspel: Šurbek, Primorac - Nathan, Nathan, (PER) 21:15, 21:1
  - 9:e plats

## Boxning
Tungvikt
- Željko Mavrović, 
  - Första omgången: Željko Mavrović - Hulstrom (DEN) 2:0 (8:2)
  - Andra omgången: Mavrović - Nicholson (USA) 0:2 (6:9)

## Brottning
Tungvikt, grekisk-romersk stil
- Stipe Damjanović
  - Elimineringsrunda: Stipe Damjanović - Jeremcius (ROM) 0:3 (0:7)
  - Elimineringsrunda: Stipe Damjanović - Wronski (POL) 0:3(0:6)

## Friidrott
Herrarnas 1 500 meter
- Branko Zorko
  - Kvartsfinal, 3:a i heat: 3:44,47 (3:e plats)
  - Semifinal, 1:a i heat: 3:39,71 (→ 7:e plats, gick inte vidare)

Herrarnas spjutkastning
- Ivan Mustapić
  - Kval — 77,50 m (→ gick inte vidare)

## Kanotsport
Sprint
Herrarnas K-1 500 m
- Zvonimir Krznarić
  - Kval, 5:e plats 1:46,46 (utslagen)

Herrarnas K-1 1000 m
- Zvonimir Krznarić
  - Kval, 6:e plats 3:54,02
  - Återkval. 5:e plats 3:36,77 (utslagen)

Herrarnas C-1 1000 m
- Vlado Poslek
  - Kval, 5:e plats 4:09,18
  - Återkval, 4:e plats 4:05,86
  - Semifinal, 7:e plats 4:16,99 (13:e plats)

Slalom
Herrarnas K-1 slalom
- Danko Herceg
  - 9:e plats 120,41
- Stjepan Perestegi
  - 23:e plats 136,90

## Ridsport
Individuell hoppning
- Hermann Weiland med hästen "Dufy 2"
  - 52 poäng, 72:a plats

## Rodd
Herrarnas fyra med styrman
- Aleksandar Fabjanić, Marko Banović, Ninoslav Saraga, Sead Marušić och Goran Puljko
  - Heat 1: 4:e plats 6:31,19
  - Återkval 1: 3:e plats 6:18,09
  - B-final: 1:a plats 6:08,52 (7:e plats totalt)

Herrarnas tvåa utan styrman
- Marko Perinović och Zlatko Buzina
  - Heat 4: 1:a plats 6:14,37
  - Semifinal: 6:e plats 6:47,87
  - B-final: 4:e plats 6:37,57 (10:e plats totalt)

## Segling
Herrarnas finnjolle
- Karlo Kuret
  - 22:a plats

Flying Dutchman
- Bojan Grego & Sebastijan Miknić
  - 22:a plats

## Tennis
| Spelare                      | Gren       | Omgång 1                                      | Omgång 2                                                 | Åttondelsfinaler                                          | Kvartsfinaler                                            | Semifinaler                                                | Final / BM        | Final / BM       |                  |
| Spelare                      | Gren       | Motståndare Poäng                             | Motståndare Poäng                                        | Motståndare Poäng                                         | Motståndare Poäng                                        | Motståndare Poäng                                          | Motståndare Poäng | Placering        |                  |
| ---------------------------- | ---------- | --------------------------------------------- | -------------------------------------------------------- | --------------------------------------------------------- | -------------------------------------------------------- | ---------------------------------------------------------- | ----------------- | ---------------- | ---------------- |
| Goran Ivanišević             | Herrsingel | Bernardo Mota (POR) W 6:2, 6:2, 6:7, 4:6, 6:3 | Paul Haarhuis (NED) W 6:7, 6:2,1:6, 6:3, 6:2             | Jakob Hlasek (SUI) W 3:6, 6:0, 4:6, 7:6, 9:7              | Fabrice Santoro (FRA) W 6:7, 6:7, 6:4, 6:4, 8:6          | Marc Rosset (SUI) L 3:6, 5:7, 2:6                          | Gick inte vidare  | 3                |                  |
| Goran Prpić                  | Herrsingel | Kenneth Carlsen (DEN) W 6:4, 4:6, 6:3, 7:5    | Andrei Tjerkasov (EUN) L 4:6, 7:6, 4:6, 3:6              | Gick inte vidare                                          | Gick inte vidare                                         | Gick inte vidare                                           | Gick inte vidare  | Gick inte vidare | Gick inte vidare |
| Goran Ivanišević Goran Prpić | Herrdubbel | i.u.                                          | Paul Haarhuis Mark Koevermans (NED) W 2:6, 6:4, 6:2, 6:2 | Suharyadi Suharyadi Bonit Wiryawadi (INA) W 7:5, 6:2, 6:2 | Ramesh Chrishnan Leander Paes (IND) W 7:6, 5:7, 6:4, 6:3 | Wayne Ferreira Piet Norval (RSA) L 6:7, 6:3, 3:6, 6:2, 2:6 | Gick inte vidare  | 3                |                  |